# Illéisme
Illéiste
L'illéisme est le fait de parler de soi à la troisième personne. Un illéiste est une personne qui pratique l'illéisme. Chez des adultes maîtrisant la langue, l'illéisme est une figure de style pouvant refléter diverses intentions ou circonstances.

## Origine du mot
Le mot a été créé au XIXe siècle, sous sa forme anglaise illeism, par le poète britannique Samuel Taylor Coleridge. Il est construit sur le latin ille (« ce, cela, celui-là »).

## Histoire
Dans l'Anabase de Xénophon (VIe siècle av. J.-C.) ou les Commentaires sur la guerre des Gaules de Jules César (Ier siècle av. J.-C.), des récits historiques mais largement orientés, leurs auteurs (qui sont aussi des acteurs) emploient l'illéisme pour donner une impression d'impartialité.
Dans le Talmud de Babylone (VIe siècle) et les textes apparentés, le terme hahu gavra (« cet homme ») désigne le narrateur.

## Motivations ou circonstances

### Langage enfantin et registres de langue associés
Les tout-petits qui acquièrent la parole parlent souvent d'eux à la troisième personne ; ils abandonnent l'illéisme quand ils ont développé un sentiment de reconnaissance de soi suffisant, souvent avant l'âge de deux ans. Leurs proches leur parlent aussi à la troisième personne (« Viens voir papa [ou maman, mamie, etc.] »), pour être bien compris,.
En japonais, les enfants (surtout les filles) se désignent par leur prénom. Les Japonaises adultes peuvent faire de même pour paraître burikko (en) (mignonnes ou enfantines).
L'illéisme peut aussi être employé par des adultes ne maîtrisant pas bien la langue. Il l'est dans les œuvres de fiction pour marquer le retard mental ou la simplicité d'un personnage comme l'homme de main Mongo dans le film Le shérif est en prison de Mel Brooks ou l'elfe de maison Dobby dans la série littéraire Harry Potter de J. K. Rowling, voire l'usage d'une langue balbutiante comme pour Rahan dans les bandes dessinées préhistoriques de Roger Lécureux et André Chéret.

### Autopromotion et autodérision
Dans les films de Bollywood, l'illéisme est une technique classique pour asseoir l'aristocratie, le pouvoir et la notoriété d'un personnage. Dans la vie réelle, l'illéisme peut servir à l'autopromotion, comme l'a fait l'homme politique américain Bob Dole tout au long de sa carrière politique, une habitude largement tournée en dérision dans les médias.
L'illéisme peut au contraire être une marque d'autodérision, l'usage excessif du pronom « je » pouvant être perçu comme un signe de narcissisme et d'égocentrisme, ou d'excentricité (en). Certaines études psychologiques indiquent que penser et parler de soi à la troisième personne accroît la sagesse et rend l'individu plus capable d'empathie et de recul,,,.

### Motivations religieuses ou philosophiques
Dans certaines religions orientales dont l'hindouisme, l'illéisme peut être considéré comme un signe d'illumination car un individu détache alors son moi éternel (âtman) de sa forme corporelle. Le jñana yoga, notamment, encourage ses pratiquants à se désigner à la troisième personne.

## Illéistes notoires

### Personnalités politiques et militaires
- Eric Adams.
- Henry Adams (1838–1918), notamment dans son autobiographie L'Éducation d'Henry Adams (1918).
- Silvio Berlusconi (1936-2023), Premier ministre italien (1994-1995, 2001-2006 et 2008-2011).
- Herman Cain (1945-2020), notamment lors de sa campagne présidentielle américaine de 2012.
- Jules César (100-44 av. J.-C.), notamment dans ses Commentaires sur la guerre des Gaules.
- Chen Shui-bian (1950-), président de Taïwan (2000–2008).
- Charles de Gaulle (1890-1970), président de la France de 1959 à 1969, notamment dans ses Mémoires d'espoir.
- Bob Dole (1923-2021), notamment lors de sa campagne présidentielle américaine de 1996.
- Anthony Garotinho (1960-), un homme politique brésilien.
- Mikhaïl Gorbatchev (1931-2022), dirigeant de l'URSS de 1985 à 1991.
- Roy Kwong (1983-), conseiller de district et législateur de Hong Kong.
- Douglas MacArthur (1880-1964), qui se désignait comme MacArthur dans ses récits le concernant.
- Paulo Maluf (1931-), un homme politique brésilien.
- Narendra Modi (1950-), Premier ministre indien (2014-).
- Richard Nixon (1913-1994), 37e président des États-Unis (1969–1974).
- Mark Robinson (né en 1968), lieutenant-gouverneur de Caroline du Nord (2021–2025).
- Bernie Sanders (1941-), notamment lors de sa campagne présidentielle de 2016.
- Donald Trump (1946-), président des États-Unis (2017-2021, 2025-présent).
- Xénophon (vers 430-355/356 av. J.-C.), notamment dans son Anabase (vers 370 av. J.-C.).

### Sportifs
- Johnny Cueto (1986-) a accordé une interview d'après-match à la troisième personne, après avoir lancé lors du cinquième match de la série de divisions de la Ligue américaine de baseball (ALDS) de 2015.
- Billy Davies (1964-), footballeur et entraîneur écossais.
- Rickey Henderson (1958-2024), voltigeur de gauche au baseball, se surnommait souvent[5] « Rickey ».
- Zlatan Ibrahimović (1981-), footballeur suédois.
- LeBron James (1984-) s'est présenté à plusieurs reprises à la troisième personne lors de l'émission « The Decision » sur ESPN en 2010.
- Dwayne Johnson (1972-), lutteur professionnel, s'est présenté à la troisième personne sous le nom de « The Rock » au cours de sa carrière, notamment dans ses messages promotionnels trash.
- Karl Malone (1963-), basketteur.
- Diego Maradona (1960–2020), footballeur argentin.
- Lothar Matthäus (1961-), entraîneur et ancien joueur de football allemand, est cité avec la phrase : « Un Lothar Matthäus ne se laisse pas abattre par son corps. Un Lothar Matthäus décide lui-même de son destin ».
- Cam Newton (1989-), quarterback de la NFL, s'est présenté à lui-même à la troisième personne lors de sa conférence de presse au NFL Combine en 2011.
- Pelé (1940–2022), footballeur brésilien.

### Artistes
- Alain Delon (1935-2024).
- Alice Cooper (1948-).
- Alix Earle (en) (2000-).
- Flavor Flav (1959-).
- Gina Lollobrigida (1927-2023).
- Hedy Lamarr (1914-2000).
- Sylva Koscina (1933-1994).
- Jamie Hyneman (1956-).
- Jean Harlow (1911-1937).
- Jerry Lewis (1926-2017).
- Deanna Durbin (1921-2013).
- Marilyn Monroe (1926-1962).
- Lila Morillo (1940-).
- Mister Lobo (en) (1970-).
- Mister T. (1952-).
- Mae West (1893-1980).
- MF DOOM (1971-2020), rappeur et producteur de disques anglo-américain. Son personnage s'inspire en partie du docteur Fatalis, un illéiste fictif.
- Noel Edmonds (1948-), présentateur de télévision, animateur radio, écrivain, producteur et homme d'affaires anglais.

## Dans la culture
- Docteur Fatalis[14]
- Elmo[15]
- Gollum
- Hercule Poirot[16]
- Jules de Grandin
- Mantis[17]
- Misa Amane[18]
- Zorglub